# 八阪神社 (奈良市)
八阪神社（やさかじんじゃ）は、奈良県奈良市押上町（おしあげちょう）にある神社。押上町祇園社とも呼ばれ、拝殿の扁額には『祇園社』と記されている。

## 歴史
鎌倉時代の建武5年（1338年）6月、手掻門北塚に影向があり、託宣によって手向山八幡宮の摂社とされたと伝わる。その後、慶長11年（1606年）、寛永19年（1642年）、宝永元年（1704年）など度々火難にあったが、都度再建されている。
東大寺の惣絵図にも、西の築地外に接して祇園社が描かれ、現辨財天社と考えられる小社殿も表されている。

## 境内
本殿は三間社流造で、中央に素戔嗚尊、左に櫛稲田比売命、右に八柱御子神を祀っている。本殿瑞垣の外には辨財天社がある。拝殿は方二間、床張り、瓦屋根で、他に神庫と集会所がある。
文久4年（1864年）の石灯籠の他、境内正面門前に、永代常夜灯、元禄5年（1692年）と刻んだ石灯籠の竿石が立っている。その他水船や古い井戸枠も残る。
記録によると、鳥居・玉垣は文久2年（1862年）5月の建立、拝殿も同年11月上棟とされる。

## 祭神

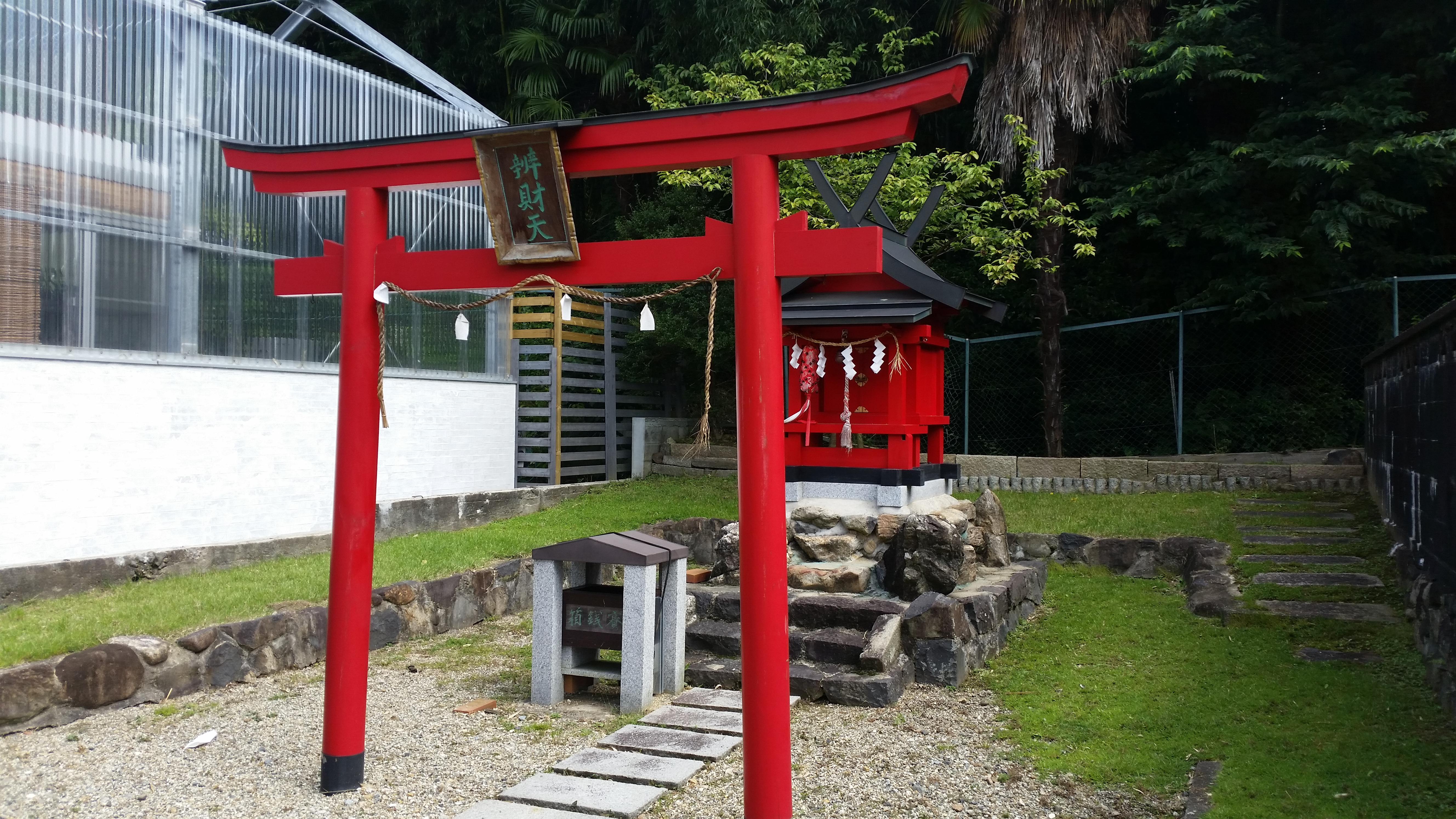
辨財天社

### 本殿
- 素戔嗚尊（牛頭天王）[1][3]
- 櫛稲田比売命（頗梨采女、歳徳神、歳神）[1]
- 八柱御子神（八王子権現、八将神）[1]

### 辨財天社
- 菅原道真（天満大自在天神）[1]
- 市杵島媛命（辯才天）[4]